# کتابخانه عمومی جکسون‌ویل
کتابخانهٔ عمومی جکسون‌ویل (به انگلیسی: Jacksonville Public Library) نام یک سامانهٔ کتابخانه‌ای بزرگ در ایالات متحدهٔ آمریکا است. این موسسه در شهر جکسون‌ویل قرار دارد.
سیستم کتابخانهٔ این موسسه با بیش از ۳٬۰۷۱٬۷۸۰ عنوان کتاب در زمرهٔ بزرگ‌ترین مراکز کتابخانه‌ای کشور آمریکا محسوب می‌شود.